# Mehmet Ali Talat
Mehmet Ali Talat (Kyrenia, 6 juli 1952) is een Turks-Cypriotisch politicus. Van april 2005 tot april 2010 was hij president van de Turkse Republiek Noord-Cyprus (TRNC). Deze republiek wordt door geen enkel land behalve Turkije erkend. De president van de TRNC wordt evenwel door de VN geaccepteerd als vertegenwoordiger van de Turks-Cypriotische gemeenschap in onderhandelingen over de staatkundige toekomst van het eiland.
Nadat Talat, destijds leider van de linkse Turkse Republikeinse Partij, tijdens de (vice)presidentsverkiezingen op 17 april 2005 met een meerderheid van 55% tot (vice)president was verkozen volgde hij op 25 april Rauf Denktaş op als machtigste man van Noord-Cyprus. Degene die de presidentsfunctie van de TRNC vervult, moet zijn partijpolitieke binding opgeven.
Op 18 april 2010 werd hij bij de presidentsverkiezingen verslagen door de rechts-nationalistische Derviş Eroğlu van de Nationale-eenheidspartij, die hem op 24 april opvolgde.